# Arturo Castro
Pour les articles homonymes, voir Castro.
Arturo Castro est un acteur, scénariste et producteur guatémaltèque né le 26 novembre 1985 à Guatemala.

## Filmographie

### Acteur

#### Cinéma
- 2008 : Looking for Palladin : Nestor
- 2009 : Before I Self Destruct : Fernando
- 2009 : Taught to Hate : Antonio
- 2009 : The Likes of Us : M. Franklin
- 2009 : Lovebug : Dennis 492
- 2011 : Tobi
- 2011 : Come Home Raquel : Luis
- 2012 : Indigo Children : Armand
- 2014 : Sun Belt Express : Miguel
- 2015 : Mi America : Ignacio
- 2016 : Ace the Case : Juan
- 2016 : Railway Spine : Vinny
- 2016 : Un jour dans la vie de Billy Lynn : Mango
- 2017 : Bushwick : Jose
- 2017 : Deidra and Laney Rob a Train : Carlos McMillan
- 2017 : Larguées : Dr Armando
- 2018 : Brand New Old Love : Charlie Cates
- 2019 : The Informer : Gomez
- 2019 : Brothers in Arms : Snowball
- 2019 : La Belle et le Clochard : Joe
- 2020 : Battle Scars : Vinny
- 2020 : The Broken Hearts Gallery : Marcos
- 2021 : Yes Day : Officier Jones
- 2021 : Dating and New York : Bradley
- 2022 : Weird: The Al Yankovic Story : Pablo Escobar
- 2022 : Le Menu : Soren
- 2022 : Entergalactic : Len
- 2023 : Molli and Max in the Future : Walter
- 2023 : Road House
- 2023 : Brooklyn : Henry Lopez
- 2024 : Road House de Doug Liman

#### Télévision
- 2012 : The Pack : Juan
- 2013 : Lady Business : Tyler (2 épisodes)
- 2014-2019 : Broad City : Jaime Castro (25 épisodes)
- 2015 : The Good Wife : Juan le plongeur (1 épisode)
- 2015 : Sex&Drugs&Rock&Roll : le livreur de pizza (1 épisode)
- 2017 : Narcos : David Rodriguez (10 épisodes)
- 2019 : Room 104 : Craig (1 épisode)
- 2019 : Silicon Valley : Maximo Reyes (3 épisodes)
- 2019-2020 : Elena d'Avalor : Felipe (2 épisodes)
- 2020 : Flipped : Diego (6 épisodes)
- 2020-2022 : American Dad! : le villageois colombien et le serveur (2 épisodes)
- 2021 : Mr. Corman : Victor (8 épisodes)
- 2022 : La Liste finale : Jordan Groff (3 épisodes)

### Scénariste
- 2015 : Alternatino
- 2019 : Alternatino with Arturo Castro : 10 épisodes

### Producteur
- 2019 : Alternatino with Arturo Castro : 11 épisodes
- 2021 : Catch the Fair One